# Mor, no le temas a la oscuridad
Mor, no le temas a la oscuridad es el sexto álbum de estudio del cantante y compositor colombiano Feid. Fue publicado el 29 de septiembre de 2023 a través de Universal Music Latino. Cuenta con las colaboraciones de Sean Paul, Ñengo Flow, Icon, Rema, Ryan Castro, Young Cister, Pailita y Cupido.

## Antecedentes y lanzamiento
El 25 de agosto de 2023, Feid anunció el título del álbum y su lista de canciones, siendo programada para estrenarse el 29 de septiembre de ese mismo año, además de lanzar en simultáneo el sencillo y videoclip «Ferxxo 151» como el tercer adelanto de la producción.

## Sencillos
El primer sencillo de este álbum, «Niña bonita» junto al cantante jamaicano Sean Paul, fue lanzado el 21 de abril de 2023. El segundo sencillo, «Vente conmigo» fue lanzado el 4 de agosto de 2023. El tercer sencillo, «Ferxxo 151» junto a Icon, se lanzó el 25 de agosto de 2023. El cuarto sencillo, «Bubalú» junto al músico nigeriano Rema, fue lanzado el 22 de septiembre de 2023.

## Lista de canciones
| Lista de canciones de Mor, no le temas a la oscuridad |                                                             |                                                                                              |                                                    |          |  |
| N.º                                                   | Título                                                      | Escritor(es)                                                                                 | Productor(es)                                      | Duración |  |
| 1.                                                    | «Ferxxo 30»                                                 | Salomón Villada Hoyos                                                                        | Feid                                               | 2:54     |  |
| 2.                                                    | «Vol. 2»                                                    | Salomón Villada Hoyos Andrés David Restrepo Echavarría                                       | Sky Rompiendo Wain Jowan                           | 1:11     |  |
| 3.                                                    | «Vente conmigo»                                             | Salomón Villada Hoyos                                                                        | Sky Rompiendo                                      | 3:06     |  |
| 4.                                                    | «Niña bonita» (junto a Sean Paul)                           | Salomón Villada Sean Paul Henriques                                                          | Sky Rompiendo Taiko                                | 3:07     |  |
| 5.                                                    | «Gángsters y pistolas» (junto a Ñengo Flow)                 | Salomón Villada Hoyos Alejandro Ramírez Edwin Rosa Vázquez                                   | Jowan Sky Rompiendo                                | 2:51     |  |
| 6.                                                    | «Ferxxo 151» (junto a Icon)                                 | Salómón Villada Andrés David Restrepo                                                        | Icon Jowan                                         | 3:15     |  |
| 7.                                                    | «Bubalu» (junto a Rema)                                     | Salomón Villada Andrés David Restrepo Divine Ikubor                                          | Sky Rompiendo                                      | 3:48     |  |
| 8.                                                    | «Ritmo de medallo» (junto a Ryan Castro)                    | Salomón Villada Hoyos Bryan Castro Sosa                                                      | Jowan Sky Rompiendo Wain                           | 1:59     |  |
| 9.                                                    | «Ferxxo Edition»                                            | Salomón Villada Hoyos Alejandro Ramírez                                                      | Sky Rompiendo Jowan                                | 2:42     |  |
| 10.                                                   | «Nx tx sientas solx»                                        | Salomón Villada Hoyos                                                                        | Sky Rompiendo Wain                                 | 2:00     |  |
| 11.                                                   | «Luces de tecno»                                            | Salomón Villada Hoyos Andrés David Restrepo                                                  | Sky Rompiendo Wain                                 | 2:44     |  |
| 12.                                                   | «Ey, chory»                                                 | Salomón Villada Hoyos                                                                        | Feid CashMoneyAP Sky Rompiendo Daniel Moras Wizzle | 2:58     |  |
| 13.                                                   | «Velocidad crucero»                                         | Salomón Villada Hoyos Andrés David Restrepo                                                  | Jowan                                              | 2:17     |  |
| 14.                                                   | «Románticos de lunes»                                       | Salomón Villada Hoyos Andrés David Restrepo Echavarría Daniel Taborda                        | Jowan Sky Rompiendo Wain Rolo                      | 4:04     |  |
| 15.                                                   | «El único tema del Ferxxo» (junto a Young Cister y Pailita) | Salomón Villada Hoyos Esteban Cisterna Carlos Javier Raín Pailacheo                          | Wain                                               | 3:04     |  |
| 16.                                                   | «Privilegios» (junto a Cupido)                              | Daniel Pedraja Batista Salomón Villada Hoyos Andrés David Restrepo Echavarría Daniel Taborda | Cupido Wain                                        | 3:06     |  |
| 45:06                                                 |                                                             |                                                                                              |                                                    |          |  |

## Giras
El 12 de febrero de 2024, Feid anunció la gira musical en apoyo al álbum y EP, titulado Ferxxocalipsis Tour. La gira norteamericana contara con 27 espectáculos en Estados Unidos y Canada. Inició el 24 de abril en Sacramento y finalizará el 6 de julio en Miami.

## Posicionamiento en listas
| Lista (2023)                 | Mejor posición |
| ---------------------------- | -------------- |
| España (PROMUSICAE)          | 2              |
| Suiza (Schweizer Hitparade)  | 64             |
| EE. UU. Billboard 200        | 31             |
| Top Latin Albums (Billboard) | 4              |

## Certificaciones
| País           | Organismo certificador | Certificación | Ventas certificadas | Ref.   |
| -------------- | ---------------------- | ------------- | ------------------- | ------ |
| Estados Unidos | RIAA                   | oro (Latin)   | 30 000              | [ 13 ] |